# Coatecas Altas
Coatecas Altas är en kommunhuvudort i Mexiko.   Den ligger i kommunen Coatecas Altas och delstaten Oaxaca, i den sydöstra delen av landet, 400 km sydost om huvudstaden Mexico City. Coatecas Altas ligger 1 557 meter över havet och antalet invånare är 4 822.
Terrängen runt Coatecas Altas är varierad. Runt Coatecas Altas är det ganska tätbefolkat, med 65 invånare per kvadratkilometer. Närmaste större samhälle är Ejutla de Crespo, 7,3 km väster om Coatecas Altas. Trakten runt Coatecas Altas består i huvudsak av gräsmarker.